# Yushan (köping i Kina, Sichuan)
Yushan (kinesiska: 玉山镇, 玉山) är en köping i Kina. Den ligger i provinsen Sichuan, i den sydvästra delen av landet, omkring 270 kilometer nordost om provinshuvudstaden Chengdu. Antalet invånare är 37 283. Befolkningen består av 18 465 kvinnor och 18 818 män. Barn under 15 år utgör 22,0 %, vuxna 15-64 år 63 %, och äldre över 65 år 13,0 %.
Genomsnittlig årsnederbörd är 1 503 millimeter. Den regnigaste månaden är juli, med i genomsnitt 297 mm nederbörd, och den torraste är december, med 7 mm nederbörd.